# Sally Raguib
	Sally Faissal Abdourahman Raguib (ar. سالي فيصل عبد الرحمن راغب; ur. 8 września 1996) – dżibutańska judoka. Uczestniczka Letnich Igrzysk Olimpijskich w Londynie w 2012 roku. Jedyną, przegraną walkę na turnieju stoczyła z Rumunką Coriną Căprioriu. Sally Raguib zdobyła brązowy medal na Igrzyskach panarabskich w 2011 roku w Doha, poza tym wielokrotnie uczestniczyła w innych międzynarodowych turniejach takich jak Mistrzostwa Afryki, czy też juniorskie Mistrzostwa Świata.